# Zona sísmica de Nueva Madrid
La Zona Sísmica de Nueva Madrid, a veces llamada Línea de Falla de Nueva Madrid, es una zona sísmica importante y una fuente prolífica de terremotos intraplaca (terremotos dentro de una placa tectónica) en el sur y medio oeste de los Estados Unidos, extendiéndose hacia el sudoeste a partir de Nueva Madrid, Misuri.
El sistema de falla de Nueva Madrid fue el responsable de los  Terremotos de Nueva Madrid de 1811-1812 y tiene el potencial de producir grandes terremotos en el futuro. Desde 1812 con frecuencia se han registrado sismos menores en el área.
Los terremotos que ocurren en la Zona Sísmica de Nueva Madrid potencialmente amenazan partes de seis estados: Illinois, Indiana, Misuri, Arkansas, Kentucky, y Tennessee.

## Ubicación
La zona sísmica, de 150 millas (241,4 km) de longitud, que pasa por cinco Estados, se extiende hacia el sur desde Cairo (Illinois); pasa por  Hayti, Caruthersville y Nueva Madrid en Misuri; y por Blytheville hacia Marked Tree en Arkansas. También cubre parte de Tennessee occidental, cerca del Lago de Reelfoot, siguiendo al sudeste hacia Dyersburg. Se ubica al sudoeste  de la Zona Sísmica del Valle de Wabash.
La mayor parte de la sismicidad se origina entre las 3 millas (4,8 km) y las 15 millas (24,1 km) bajo la superficie de la Tierra.[cita requerida]

## Historia sísmica
En esta zona se dieron cuatro de los mayores terremotos históricos de Norteamérica, con magnitudes de momento estimadas de 7.0 o más, ocurridos todos dentro de un período de tres meses entre diciembre de 1811 y febrero de 1812. Muchos de los informes publicados describen los efectos acumulados de los sismos en su conjunto (conocidos como la Secuencia de Nueva Madrid), por lo que puede ser difícil distinguir los efectos individuales de cada uno. Las estimaciones de magnitudes y epicentros se basan en interpretaciones de los informes históricos y pueden variar.

### Terremotos prehistóricos
Dado que las tasas de solevantamiento asociadas con los grandes terremotos de Nueva Madrid no pudieron haber ocurrido de manera continua a escala de tiempos geológicos sin alterar dramáticamente la topografía local, los correspondientes estudios han concluido que la actividad sísmica allí no pudo haberse dado por más de 64000 años, con lo que la Zona Sísmica de Nueva Madrid (ZSNM) sería una estructura joven, o bien que los terremotos y los solevantamientos asociados  hayan migrado por el área al correr del tiempo, o bien que ls ZSNM tenga períodos cortos de actividad intercalaados con períodos largos de quietud.  Hay estudios arqueológicos que han determinado, a partir del estudio de  volcanes de arena y horizontes de suelo, que en la prehistoria reciente ocurrieron en la ZSNM series de terremotos de gran magnitud. Con base en artefactos hallados cubiertos por depósitos de volcanes de arena y por medio de estudios de carbono 14, parecen haber ocurrido grandes terremotos similares a los de 1811–1812 alrededor de 1450 DC y de 900 DC, así como aproximadamente en AD 300. También se han encontrado evidencias de una aparente serie de grandes terremotos alrededor de 2350 AC. A unos  80 km al sudoeste de la ZSNM en su definición actual, pero suficientemente cerca como para asociarse al  Reelfoot Rift, cercano a Marianna (Arkansas), se identificaron tentativamente dos conjuntos de  licuefacción de suelos indicativos de grandes terremotos, con dataciones de  3500 AC y 4800 AC. Estas estructuras se han interpretado como causadas por grupos de grandes sismos en secuencia temporal apretada.
Estudios dendrocronológicos (de anillos en troncos de árboles) realizados en los cipreses calvos más viejos que crecen en el Lago de Reelfoot arrojaron evidencias de la serie de 1811–1812 en forma de fracturas seguidas por un crecimiento rápido, después de su inundación, mientras que los núcleos tomados de antiguos cipreses de las tierras hundidas de  St. Francis exhibieron un crecimiento desacelerado durante el medio siglo posterior a 1812. Dado que el registro dendrocronológico en Reelfoot Lake y en las tierras hundidas de St. Francis se remntann a AD 1682 y AD 1321, respectivamente, Van Arsdale et al. interpretaron la falta de señales similares en otros puntos de la cronología como prueba en contra de otros grandes terremotos en Nueva Madrid entre esos años y 1811.

### 25 de diciembre de 1699

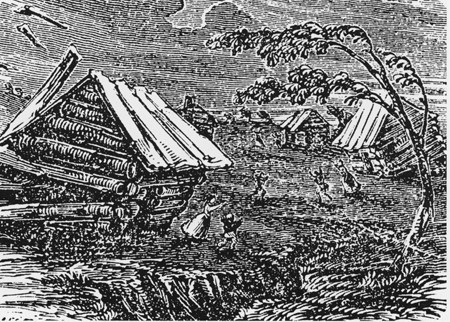
El gran Terremoto de Nueva Madrid, una xilografía del de la obra de Devens Our First Century (1877)

El primer registro escrito conocido de un terremoto ocurrido en la ZSNM se debe a un misionario francés que viajaba subiendo el Misisipi con una partida de exploradores. A la 1:00 p. m. en Navidad de 1699, en un lugar cercano a la ubicación actual de Memphis, el grupo fue sorprendido por un breve período de sacudidas de tierra.

### Serie de terremotos de 1811–12
- 16 de diciembre de 1811, 0815 UTC (2:15 a. m.); (M ~7.5)[9] epicentro en el noreste de Arkansas, probablemente en la Falla de  Cottonwood Grove;[10]: p. 7  causó solo leves daños en estructuras hechas por el hombre, debido a lo poco poblado del área del epicentro. La ubicación futura de  Memphis, Tennessee fue afectada a una intensidad de un nivel de  Mercalli nueve. Un seiche de origen sísmico se propagó río arriba y Little Prairie fue destruido por licuefacción de suelo.[11] Los solevantamientos locales del suelo y la vista de olas avanzando río arriba hicieron que los observadores se quedaran con a impresión de que el Río Misisipi estaba fluyendo al revés.[12]

En Nueva Madrid se cayeron árboles y colapsaron las orillas del río. Este evento sacudió ventanas y muebles en  Washington D. C., hizo que sonaran las campanas en Richmond, Virginia, derramó agua de pozos y sacudió las casas en Charleston, Carolina del Sur, y derribó el yeso de las casas en Columbia, Carolina del Sur. En Jefferson, Indiana, los muebles se movían y en  Lebanon, Ohio, la población huyó de sus hogares. Observadores en Herculaneum, Misuri, lo calificaron de "severo" y dijeron que tuvo una duración de 10–12 minutes.
Se sintieron réplicas cada 6-10 minutos, un total de 27, en Nueva Madrid hasta lo que se llamó el "Shock Diurno", que fue de la misma intensidad que el primero. Muchos de estos sismos también fueron sentidos por todo el Este de Estados Unidos, aunque con menos intensidad que el terremoto inicial.
- 16 de diciembre de 1811, algunas veces llamado el "Shock del Amanecer" o "Shock Diurno", 1315 UTC (7:15 a. m.); (M ~ 7) con epicentro en el noreste de Arkansas.[9]
- 23 de enero de 1812, 1515 UTC (9:15 a. m.); (M ~7.3) con epicentro cerca de Nueva Madrid,[9] aunque esto está en discusión.[10]: p. 7  Este fue probablemente el menor de los tres sismos principales, pero tuvo como consecuencia amplias deformaciones del terreno, deslizamientos de tierra, fisuras y derrumbes de la orilla de río en el área más afectada. Johnston y Schweig atribuyeron este terremoto a una ruptura de la Falla Norte de Nueva Madrid.[11][9] Un punto de vista minoritario sostiene que el epicentro de este terremoto fue en el sur de Illinois. En 2011, un panel experto planteó la urgencia de seguir investigando para aclarar este punto, sosteniendo que la hipótesis de Illinois significar+ia que existe una sección extendida de la falla, que puede seguir en tensión y ser capaz de provocar un gran terremoto en el futuro .[10]: p. 7
- 7 de febrero de 1812, 0945 UTC (3:45 a. m.); (M ~7.5) con epicentro cerca de Nueva Madrid, Misuri.[9] Este fue el evento más grande de la serie y destruyó la ciudad de Nueva Madrid.[9] En San Luis, Misuri, numerosas casas sufrieron daños severos y se cayeron sus chimeneas. Aparentemente ocurrió en la Falla de Reelfoot, un segmento de falla inversa que cruza por debajo del Río  Misisipi justo al sur del  Kentucky Bend y continúa hacia el este como Solevantamiento de  Lake County.[10]: p. 7  En este  evento, el solevantamiento a lo largo de la falla creó cataratas temporales en el Río Misisipi, dio origen a una ola que se propagó río arriba y causó la formación del Lago de Reelfoot al interrumpir el flujo de aguas.[11]

Más de 4000 sismos registrados desde 1974

### 1812–1900
Cientos de réplicas de la serie de 1811–1812 le siguieron por espacio de varios años. Ocurrieron réplicas suficientemente fuertes como para ser sentidas hasta 1817.  Los mayores terremotos que ocurrieron después fueron el 4 de enero de 1843 y el 31 de octubre de 1895, con magnitudes estimadas de 6.0 y 6.6, respectivamente. El de 1895 tuvo su epicentro cerca de Charleston (Misuri). Este sismo dañó prácticamente todos los edificios en Charleston, creó volcanes de arena cerca de la ciudad, agrietó un muelle en el puente ferroviario de Cairo y derribó chimeneas en San Luis, Misuri; Memphis, Tennessee; Gadsden (Alabama); y Evansville, Indiana.

### Sismicidad moderna
El mayor terremoto del siglo XX en la ZSNM fue un sismo de magnitud 5.4 (aunque en su momento fue informado como de magnitud 5.5) el 9 de noviembre de 1968, cerca de Dale (Dales) (Illinois). Este sismo dañó el edificio cívico de Henderson (Kentucky) y se sintió en 23 Estados.  La gente en Boston dijo que sus edificios se tambaleaban. Al momento del sismo, se trataba del mayor sismo jamás registrado con epicentro en Illinois. En 2008, en la vecina Zona Sísmica del Valle Wabash ocurrió un sismo de magnitude 5.4 similar, con epicentro en Illinois cerca de West Salem y Mount Carmel.
En 1974 se instalaron instrumentos en el área y sus alrededores, a fin de poder monitorear mejor la actividad sísmica. Desde entonces se han registrado más de 4000 sismos, la mayoría de los cuales demasiado débiles como para ser percibidos por la población. En promedio, en el área  hay un sismo al año, suficientemente intenso como para que sea percibido.

## Geología

Estructura geológica del Reelfoot Rift

Las fallas responsables de la Zona Sísmica de Nueva Madrid son parte de una estructura geológica de la corteza terrestre conocida como Reelfoot Rift, que se formó durante la ruptura del  supercontinente de Rodinia en la era geológica del Neoproterozoico  (hace unos  750 millones de años). El sistema de rift resultante terminó no dividiendo el continente, pero ha permanecido como aulacógeno (una cicatriz o zona de debilidad) a gran profundidad y sus antiguas fallas parecen haber hecho que la corteza terrestre en el área de Nueva Madrid sea mucho más débil mecánicamente que en el resto de Norteamérica.
Esta debilidad relativa es importante, puesto que permitiría que las fuerzas compresivas este-oeste relativamente débiles asociadas con la continuación de  la  deriva continental de la placa norteamericana reactiven  antiguas fallas en las cercanías de  Nueva Madrid, haciendo que el área sea inusualmente propensa a los terremotos a pesar de estar lejos del límite de placa tectónica más cercano.
Dado que se conocen otros rifts antiguos en Norteamérica, pero no todos están asociados a una sismicidad moderna, es posible que haya otros procesos que contribuyan a incrementar localmente las tensiones mecánicas en las fallas de  Nueva Madrid. También se ha sugerido que alguna forma de calentamiento en la litósfera debajo del área pueda estar determinando una mayor plasticidad de la roca, la que estaría concentrando el estrés compresivo en la zona de menor profundidad, donde ocurre el fallamiento.

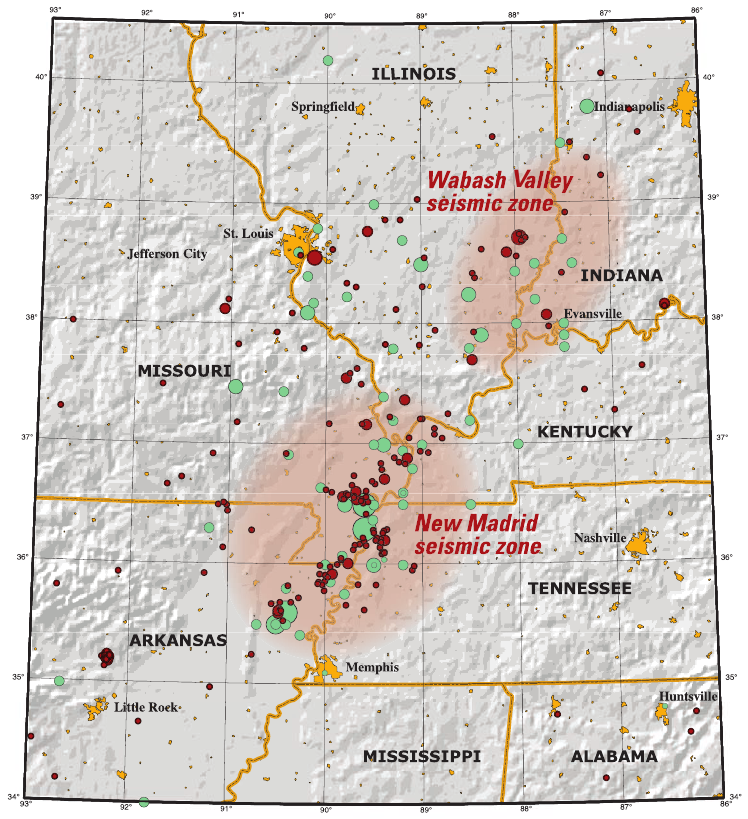
Sismos en las zonas sísmicas de Nueva Madrid y del Valle Wabash